# Das Zauberpferd
Das Zauberpferd, auch Die Geschichte vom Ebenholzpferd ist ein Märchen aus den Geschichten aus Tausendundeine Nacht. In der Arabian Nights Encyclopedia ist es als ANE 103 gelistet.

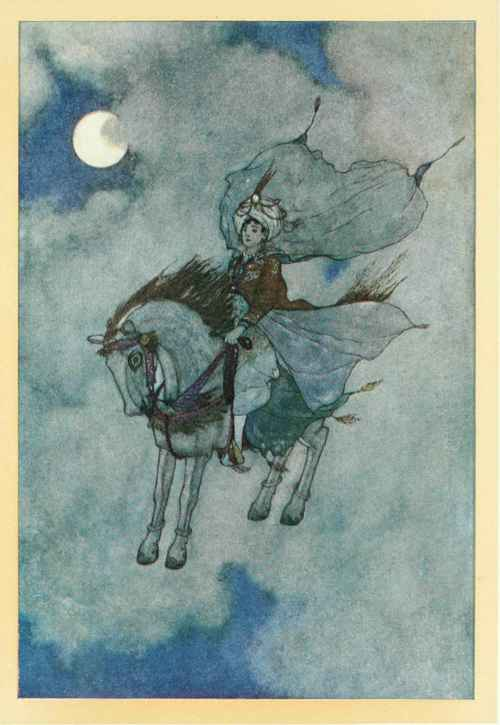
Der Prinz und das Zauberpferd.

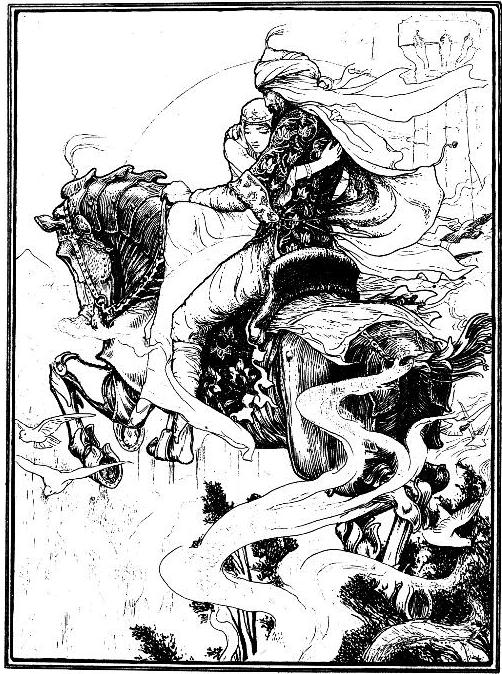
Der Prinz und die Prinzessin auf dem Zauberpferd.

In der Geschichte erlebt ein persischer Prinz mit einem mechanischen fliegenden Pferd Abenteuer und trifft seine große Liebe.

## Handlung
Einst lebte in Persien ein mächtiger König der Sassaniden, der einen Sohn und drei bildschöne Töchter hatte. Eines Tages traten drei weise Männer an ihn heran und überreichten ihm Geschenke, wobei sie als Gegenleistung darum baten, jeweils eine seiner Töchter heiraten zu dürfen. Der erste übergab einen Pfau, der zu jeder Stunde laut schrie, der zweite gab dem König ein Horn, das laut ertönte, sobald ein Feind das Stadttor betrat. Der dritte Mann schenkte dem König ein aus Elfenbein und Ebenholz geschaffenes Pferd, das fliegen konnte. Der König testete den Pfau und das Horn und gab den Männern je eine seiner Töchter. Als der König das Pferd testen wollte, bat sein Sohn darum, dies übernehmen zu dürfen und der alte Weise zeigte ihm die Schraube, die man drehen musste, damit das Pferd aufstieg. Der Prinz schwang sich auf das Pferd, drehte die Schraube und das Zauberpferd hob ab gen Himmel.
Doch der Alte hatte dem Prinzen nicht vollständig die Bedienung des Pferds erklärt und so stieg es weiter, bis der Prinz seine Stadt nicht mehr sehen konnte. Er suchte nach weiteren Knöpfen und Steuermöglichkeiten, bis er schließlich den richtigen fand, wodurch das Pferd wieder sinken konnte. Der Prinz erblickte auf seinem Flug viele Länder und erblickte schließlich eine Stadt, bei der es sich um das jemenitische Sanaa handelte. Er sah ebenso ein hochragendes Schloss, dass er sich genauer ansehen wollte, und so landete er auf der Dachterrasse und erkundete das scheinbar menschenleere Schloss. Doch schließlich traf er auf einen bewaffneten Eunuchen und eine Gruppe junger Frauen. Es waren die Tochter des Königs der Stadt und ihre Sklavinnen. Da überwältigte der Prinz den Eunuchen und stürmte mit dem Schwert auf die Frauen zu. Durch einen Trick ließ er die Prinzessin glauben, er sei ein von ihrem Vater abgelehnter Freier. Die Prinzessin fühlte sich zu dem jungen Mann, von dem sie nicht wusste, dass er ein Prinz war, hingezogen und umarmte und küsste ihn.
Der überwältigte Eunuch eilte zum Vater der Prinzessin, dem König, der sogleich ebenfalls zum Schloss eilte. Nun stellte sich der Prinz ihm als Sohn des Königs von Persien vor und warb um die Hand der Prinzessin, wobei er prahlte, dass er die ganze Armee des Königs besiegen könne und der König sein Heer gegen ihn zur Schlacht rüsten solle. Der König befolgte den Vorschlag und versammelte sein Heer, während der Prinz aus dem Schloss das Zauberpferd anforderte. Dann bestieg er das Zauberpferd und setzte es in Gang und hob in die Lüfte davon. Der König war von Ehrfurcht ergriffen, doch als er seiner Tochter erzählte, dass der Prinz mit dem Pferd davongeflogen war, brach sie in tiefen Kummer aus. Der Prinz flog in seine Heimat zurück, wo der König geglaubt hatte, dass sein Sohn tot war und deshalb den alten Weisen, der ihm das Zauberpferd überreicht hatte, in den Kerker gesperrt hatte. Als der Prinz zurückkehrte, ließ der König den Alten zwar frei, gab ihm aber nicht wie versprochen seine dritte Tochter zur Frau, was den Zorn des Alten weckte. Der Prinz seinerseits begab sich wieder zum Zauberpferd und kehrte auf ihm nach Sanaa zurück, wo er die Prinzessin wieder traf, die sich bereit erklärte, mit ihm auf dem Pferd zu fliehen. So kehrten beide wieder in Persien ein, wo der Prinz die Prinzessin im Garten mit dem Pferd zurückließ, während er zu seinem Vater eilte, um der Prinzessin ein Schloss herrichten zu lassen.
Der alte Weise traf zufällig im Garten auf das Pferd und die Prinzessin, die allein zurückgelassen worden war, und erklärte, er sei der Bote, den der Prinz schicken wollte. So vertraute sie ihm und ließ sich auf dem Pferd festbinden – wie es der Prinz zuvor bei ihr getan hatte, damit sie im Flug nicht abstürzte. Dann schwang sich der alte Weise ebenfalls auf das Zauberpferd und flog mit der Prinzessin, die erst jetzt begriff, dass sie entführt wurde, ins Land der Griechen, wo sie jedoch von einem König entdeckt wurden, der seinen Soldaten sofort befahl, den Alten festzunehmen, als die Prinzessin erklärte, dass er sie entführt hatte. Der Prinz unterdessen hatte begriffen, dass der Alte die Prinzessin geraubt hatte, und suchte in allen Landen nach ihr, bis er schließlich ins Reich der Griechen kam und seine Geliebte wiederfand und sie auf dem Zauberpferd nun selbst wieder nach Persien entführte. Dort vermählten sich der Prinz von Persien und die Prinzessin von Sanaa, wo sie in Glück lebten, bis der Tod sie voneinander schied. Der König von Persien aber zerbrach das Zauberpferd.

## Hintergrund

### Textherkunft und Nutzung
Das Märchen vom Zauberpferd ist in keinem Manuskript von Tausendundeine Nacht enthalten, jedoch in den späteren ägyptischen Manuskripten und in anderen arabischen Manuskripten ohne einen Tausendundeine Nacht-Kontext enthalten. Es wurde erst von Antoine Galland zu Tausendundeine Nacht hinzugefügt und blieb in den späteren Fassungen enthalten.
Das Märchen weist Parallelen zu einer Erzählung aus der Sanskrit-Literatur auf. Ebenso weist es Verbindungen zur griechischen Volksliteratur auf.
Richard Francis Burton und Enno Littmann griffen für ihre Übersetzungen auf die Kalkutta-II-Edition zurück.

## Rezeption
Die Geschichte vom Zauberpferd fand als Motiv Eingang in die gleichnamigen Spielfilme Der Dieb von Bagdad (1924) und Der Dieb von Bagdad (1940). In letzterem macht der böse Wesir Dscha'far, der sich selbst zum Kalif macht, einem kindlichen Sultan das fliegende Zauberpferd zum Geschenk.

## Wissenswertes
Die Handschriften bzw. Druckeditionen sind inhaltlich nicht identisch und weichen in Details teils stark voneinander ab; so etwa bei den Handlungsorten der Geschichte. In der Version von Max Habicht stammt die Prinzessin nicht aus dem Jemen, sondern aus Bengalen und wird später nicht aus Griechenland, sondern nach Kaschmir entführt. Bei Gustav Weil wird die Prinzessin nach China entführt.

## Ausgaben
- Max Habicht: Tausend und eine Nacht – Arabische Erzählungen, F.W. Hendel Verlag, Leipzig 1926 (Breslauer Edition und Tunesische Handschrift).
- Gustav Weil: Tausend und eine Nacht – Arabische Erzählungen, Karl Müller Verlag, Erlangen 1984 (Erstausgabe 1839), Band 1, S. 341–355.
- Enno Littmann: Die Erzählungen aus den tausendundein Nächten, Insel Verlag, Frankfurt 1968, Band 3, S. 350–385.